# Olearia stellulata
Olearia stellulata là một loài thực vật có hoa trong họ Cúc. Loài này được (Labill.) DC. mô tả khoa học đầu tiên năm 1836.